# Едельвейс (пісня)
Едельвейс (англ. Edelweiss) — популярна пісня з мюзиклу «Звуки музики» (вперше вийшов у 1959 році) Роджерса та Хаммерстайна, де виконувалася персонажем капітана Георга Людвіга фон Траппа (першим виконавцем був Теодор Бікель у дуеті з Мері Мартін ) та членами його родини під час концерту наприкінці другого акту, як вираз австрійського патріотизму перед обличчям аншлюзу і примусу фон Траппа до служби в Крігсмарін, так і внутрішнього прощання зі своєю улюбленою батьківщиною, символом вірності якої виступає квітка едельвейсу.
В екранізації 1965 пісню співає капітан фон Трапп (Крістофер Пламмер), коли він наново відкриває для себе музику зі своїми дітьми  .
Це була остання пісня, написана Оскаром Хаммерстайном II, який помер у серпні 1960 року.

## Створення
Поки «Звуки музики» проходили відбіркові випробування в Бостоні, Річард Роджерс вважав, що капітану фон Траппу необхідна пісня, в якій він прощається зі своєю улюбленою батьківщиною. Роджерс та Оскар Хаммерстайн II вирішили написати додаткову пісню, яку фон Трапп співатиме під час фестивальних концертів ближче до кінця виступу. Під час роботи над музичною композицією вони вирішили, що вона добре підходить для Теодора Бікеля, якого було обрано на роль капітана. У початковому сценарії, написаному Линдсей и Краусом є сцена, де Гретль підносить букет едельвейсів баронесі Ельзі Шредер під час відвідування останнього будинку фон Траппів. Тут едельвейс виступає метафорою простої польової квітки, що є символом Австрії, пам'ять про яку капітан фон Трапп, його дружина Марія та їхні діти зберігатимуть у своїх серцях, незважаючи на захоплення їхньої батьківщини нацистами.

Роджерс представив просту, але захоплюючу та зворушливу мелодію в стилі вальсу до простої віршованої лірики в італійському стилі рітурнель про появу квітки едельвейсу, написану Хаммерстайном. «Едельвейс» виявилася однією з найулюбленіших пісень як у мюзиклі, так у Роджерса і Хаммерстайна і стала їхньою останньою спільною роботою у зв'язку зі смертю Хаммерстайна, який страждав на рак шлунку, через дев'ять місяців після першої постановки «Звуків музики» на сцені Бродвею.

## В кіно
Хоча у постановці пісня виконувалася лише під час концерту, в екранізації за сценарієм Ернеста Лемана  пісня звучить двічі, оскільки він написав ще одну сцену, натхненну рядком вихідного сценарію Говарда Ліндсі та Рассела Кроуза, де капітана фон Траппа просять заспівати «Едельвейс» у сімейній вітальні разом зі своїми дітьми та наново відкрити для себе любов, яку він відчував до них, під акомпанемент Лізл. Леман включив епізод виконання пісні на концертній сцені Зальцбурзького фестивалю, так щоб капітан фон Трапп та його сім'я закликали глядачів приєднатися до їхнього виконання для створення обстановки протистояння нацистським солдатам, які розташовані навколо.
Хоча роль капітана фон Траппа виконував актор Крістофер Пламмер, проте при озвученні виконання пісні був вставлений голос співака Білла Лі.
Джозефін Сяо виконала пісню на кантонському діалекті китайської мови у фільмі «Вбивця блискавки», що вийшов у 1967 році.
Стівен Мойєр виконав пісню у телесеріалі The Sound of Music Live!, який вийшов у 2013 році, де зіграв роль роль фон Траппа.
В однойменній екранізації роману Філіпа Діка «Людина у високому замку» пісня у виконанні Джанетт Ольссон стала музичною заставкою до вступних титрів  . Хоча другий рядок («Every morning you greet me») був опущений.

## Помилки сприйняття
Едельвейс є дуже відомою в Австрії квіткою і була поміщена на монету номіналом 1 австрійський шилінг. А після введення євро випускаються монети в 2 євроценти. Сама квітка знаходиться під державною екологічною охороною та її заборонено зривати. Едельвейс носиться як емблема на головних уборах військовослужбовцями Збройних сил Австрії та баварськими гірськими стрільцями.
Величезна популярність пісні в англомовному середовищі викликала у людей помилкове уявлення, ніби вона є народним або навіть офіційним державним гімном Австрії. Насправді чинним гімном Австрії є «Країна гір, країна потоків», а з 1929 року і до аншлюсу ним був «Будь безмежно благословенна».
Нерідко «Едельвейс» плутають з іншою піснею – Ol' Man River із мюзиклу Show Boat також написаної на вірші Хаммерстайна, яка помилково вважається зразком негритянського спірічуелса . Подібного роду помилки щодо двох пісень були відзначені двома авторами, обидва з яких вважають це свідченням талановитості Хаммерстайна. Так Елісон Макламор у своїй монографії, присвяченій музичному театру, писала: «Останньою останньою піснею, написаною для вистави, була „Едельвейс“, ніжна данина поваги місцевій квітці, що має відтінок самобутньої австрійської народної пісні, так само як «Ol' Man River» слухачів своїм істинним афроамериканським спірічуелсом» . У свою чергу Х'ю Форден у біографії Хаммерстайна відзначив «здатності авторів наслідувати якість самобутньої народної пісні». . . „Ol' Man River“ прозвучала як пісня чорношкірого робітника. . . Через тридцять років „Едельвейс“ виявився, як вважали багато, старовинною австрійською піснею, хоча й Оскар. . . склав її для „Звуків музики“» .
Теодор Бікель згадував в автобіографії, що після виступу до нього одного разу підійшов корінний австрієць і сказав: «Я люблю цей „Едельвейс“», а потім додав з повною впевненістю: «Звичайно, я знаю її давно, але тільки німецькою ». .
Ще однією фактологічною помилкою є уявлення, що дана пісня була справжнім гімном нацистів, незважаючи на те, що вона ніколи не була ні пронацистським твором у рамках «Звуків музики», ні ніколи не існувала в епоху нацистської Німеччини .

## Питання про авторське право
Роджерс і Хаммерстайн не дозволили використання альтернативних текстів з мелодією пісні, що зробило певні комерційні використання даних версій, які ймовірно порушують їх авторські права, якщо вони не підпадають під сумлінне використання. Роджерс заявив, що "він подасть до суду на будь-яку групу", що використовує мелодію "Едельвейс" зі зміненими словами; нинішні правовласники виконують його побажання, відмовляючись надати дозвіл на ці комерційні запити, які несумісні з намірами творців .